# اریک لرنر
 اریک لرنر (انگلیسی: Eric Lerner؛ زاده ۳۱ مهٔ ۱۹۴۷) یک فیزیک‌دان اهل ایالات متحده آمریکا است.